# Зоран Филиповић
Зоран Филиповић (Титоград, 6. фебруар 1953) је бивши југословенски фудбалер, а садашњи фудбалски тренер.

## Играчка каријера
Фудбалску каријеру је започео у Будућности из Подгорице, да би са 16 година постао члан Црвене звезде. Са црвено-белима је играо од 1969. до 1980. године и за то време освојио три шампионске титуле 1973, 1977. и 1980, национални куп 1971. године, трофеј Супершампиона Југославије 1972. и Куп прволигаша 1973. године. Одиграо је за Звезду укупно 477 мечева и 302 поготка. Са 28 постигнутих голова у европским куповима је други на вечној листи клуба иза Боре Костића, а са 93 поготка у шампионатима је пети стрелац у историји Звезде.
Каријеру је наставио у белгијском Брижу, где је одиграо сезону 1980/81. и на 21 утакмици осам пута био стрелац. Одличан голгетерски учинак имао је и у дресу славне Бенфике, за коју је од 1981. до 1984. године постигао 42 гола на 84 утакмице. Са Бенфиком је освојио две шампионске титуле 1983. и 1984. и један Куп Португала 1983. године. Посебно је био добар у сезони 1982/83. када је у Купу УЕФА постигао осам голова у 12 наступа, од чега три поготка у мечу против Роме, а Бенфика стигла до финала где је Андерлехт славио са 2:1 и однео трофеј. Копачке је окачио о клин у дресу Боависте, где је играо од 1984. до 1986. године.
Са 39 голова у 51 утакмици у европским куповима најбољи је стрелац од свих играча из некадашње Југославије (12 голова у Купу шампиона, девет погодака у Купу победника купова и 18 голова у Купу УЕФА).

### Репрезентација
За репрезентацију Југославије одиграо је 13 утакмица и постигао два поготка. Дебитовао је 9. маја 1971. године против Источне Немачке (2:1) у Лајпцигу, када је постигао водећи гол, а последњи меч је забележио 16. новембра 1977. против Грчке (0:0). Играо је и за омладинску селекцију (шест утакмица, три гола), као и за младу репрезентацију (два меча, један гол).

## Тренерска каријера
По завршетку играчке каријере у Боависти, Филиповић је остао две године у клубу као помоћник тренера. У тренерској каријери водио је још и Салгеирош од 1988. до 1993, Беиру Мар (1993/94), Боависту 1997, Паниониос 2000, Ал Шаб из Уједињених Арапских Емирата (2003/04), румунски Чеаул 2010, Голден Ероуз из Јужне Африке (2011) и казахстански Атирау (2012. године).
Филиповић је две сезоне био тренер Црвене звезде (од 2001. до 2003. године). Освојио је Куп 2002. године, али није освојио шампионску титулу уз велике бодовне заостатке за Партизаном. У две сезоне током којих је тренирао Црвену звезду, Филиповић није ниједном поражен у дербијима са Партизаном Љубише Тумбаковића и Лотара Матеуса (две победе и два ремија). У првој сезони било је 0:0 у Љутице Богдана и 0:3 у Хумској, а наредне сезоне 2:2 у Хумској и 2:0 у Љутице Богдана.
Био је асистент тренера у Бенфики од 1994. до 1996. и Сампдорији 1999. године.
У репрезентацији Југославије је радио као помоћник од 1997. до 2000. (са кратким прекидом 1998. године). Прво је био помоћник Слободану Сантрачу а касније и Вујадину Бошкову. Радио је и као координатор у репрезентативним селекцијама Србије и Црне Горе.
Од 1. фебруара 2007. до јануара 2010. био је селектор фудбалске репрезентације Црне Горе. На свом дебију 24. марта 2007. против Мађарске (2:1) у Подгорици славио прву победу за репрезентацију Црне Горе у званичним мечевима.